# Kanadas herrjuniorlandslag i ishockey

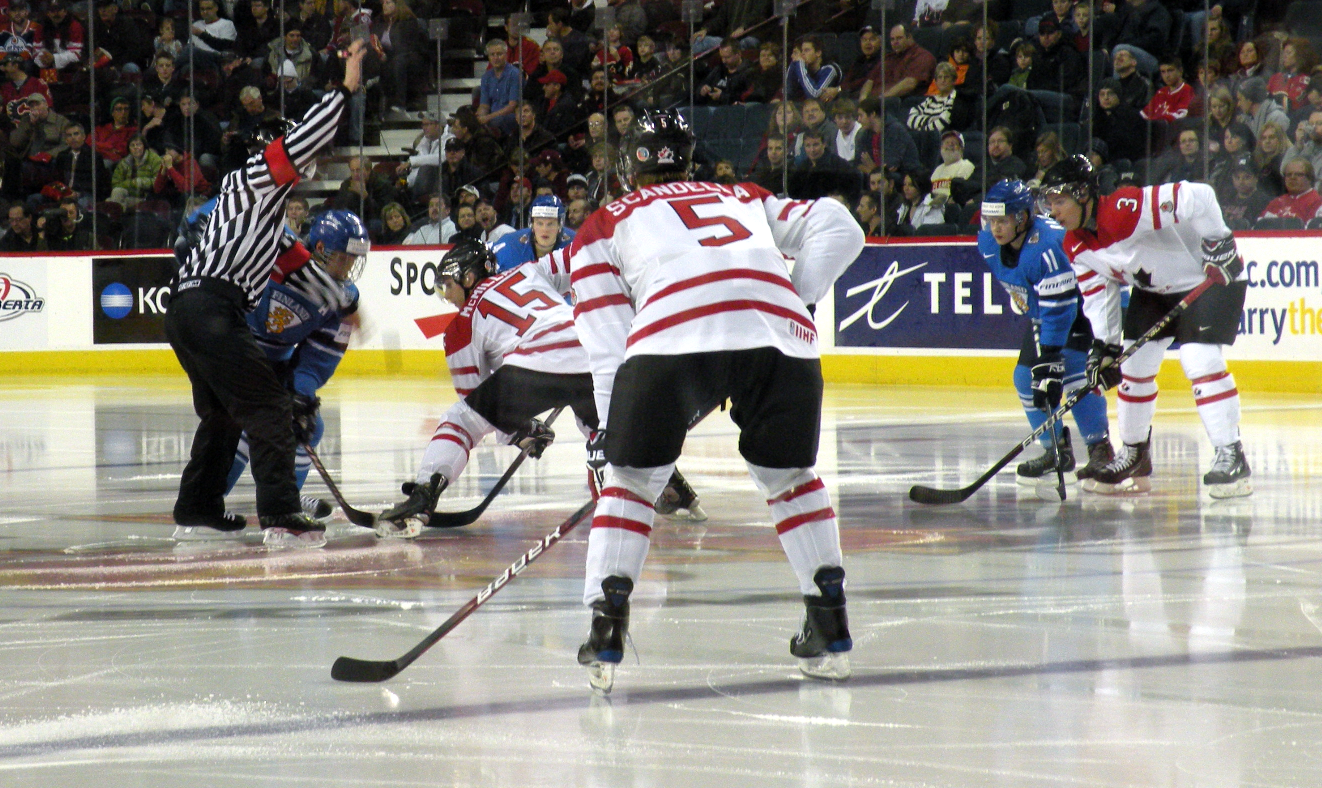
Kanada-Finland, vänskapsmatch i Calgary, 22 december 2009

Kanadas herrjuniorlandslag i ishockey (engelska: Canada men's national junior ice hockey team) tog sitt första J-VM-guld 1982. Därefter har framgångarna blivit stora, med flera guldmedaljer.

## F.d profiler
- Sidney Crosby
- Patrice Bergeron

### Fotnoter
1. ↑  ”Championnat du monde 1982 des moins de 20 ans” (på franska). Hockeyarchives. 30 juli 1982. http://www.passionhockey.com/hockeyarchives/U-20_1982.htm. Läst 26 juli 2015.